# برج شاهزاده

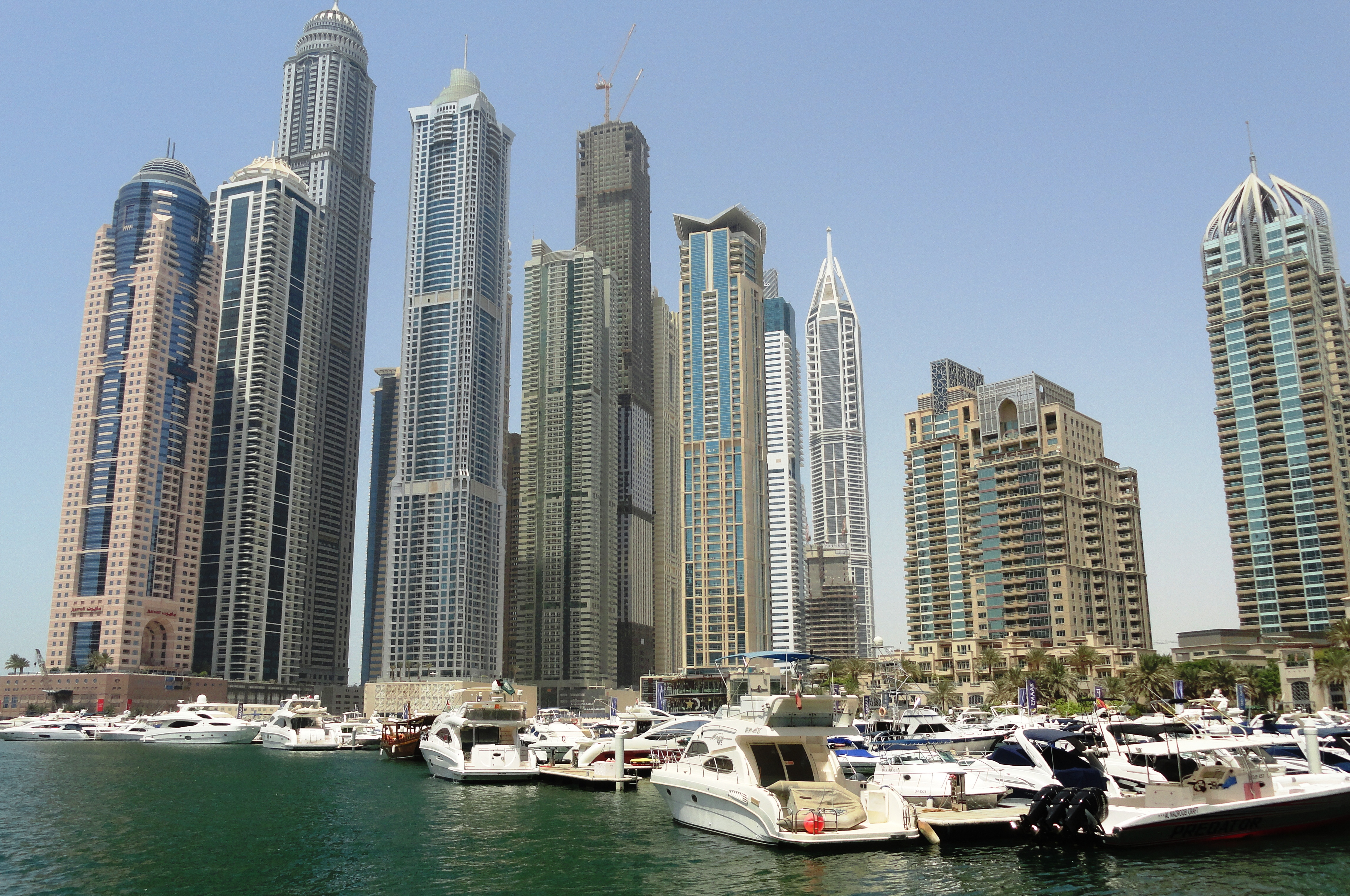
تصویری از برج شاهدخت (برج امیره)

برج شاهدخت یا برج پرنسس و یا برج امیره (به عربی: برج الأميرة) آسمان‌خراش ۱۰۱ طبقه به ارتفاع ۳۹۲ متر (۱٬۲۸۶ فوت)، با کاربری مسکونی، تجاری و هتل است، که در شهر دبی، امارات متحده عربی مستقر می‌باشد. پروژه ساخت این ساختمان در سال ۲۰۰۶ آغاز شد و در سال ۲۰۱۲ تکمیل و افتتاح گردید.
برج پرنسس بعد از برج خلیفه که ارتفاع آن ۸۲۸ متر است، بلندترین برج در دوبی می‌باشد.